# New Bedford Whaling National Historical Park
Le New Bedford Whaling National Historical Park est une aire protégée américaine à New Bedford, dans le comté de Bristol, au Massachusetts. Créé en 1996, ce parc historique national protège des bâtiments relatifs au passé de port baleinier de la ville. Le site est inscrit au Registre national des lieux historiques depuis le 12 novembre 1996.
L'ancienne goélette d'exploration arctique, construite en 1894 et restaurée, Effie M. Morrissey y est présentée.